# Диннин, Билл
Уильям Генри Диннин (англ. William Henry Dinneen, 5 апреля 1876, Сиракьюс, Нью-Йорк — 13 января 1955, там же) — американский бейсболист, питчер, выступавший в Главной лиге бейсбола с 1898 по 1909 год. Победитель Мировой серии 1903 года в составе «Бостон Американс». С 1909 по 1937 года работал ампайром на играх Главной лиги бейсбола. 

## Биография
Билл Диннин родился 5 апреля 1876 года в Сиракьюсе. Он был одним из шести детей в семье эмигрантов из Ирландии Томаса и Кэтрин Диннин. Среди сверстников он выделялся своей силой и поэтому практически всегда играл питчером. В 1895 году он подписал свой первый контракт с полупрофессиональной командой из Торонто. Там он провёл три сезона, в последнем из них одержал 21 победу при 8 поражениях. После этого контракт Диннина был выкуплен клубом «Вашингтон Сенаторз».
За «Вашингтон» Билл выступал в течение двух лет, выиграв за это время 23 игры. Перед началом чемпионата 1900 года Национальная лига была сокращена с двенадцати до восьми команд. «Сенаторз» прекратили своё существование и Диннин заключил контракт с «Бостон Бинитерс». В сезоне 1900 года он одержал двадцать побед, в 1901 году — пятнадцать. После этого он перешёл в другую бостонскую команду — «Американс».
В первых трёх сезонах в составе «Американс» Диннин в среднем проводил на поле более трёхсот иннингов в год, выиграл 65 матчей с пропускаемостью 2,49, и зарекомендовал себя как один из лучших питчеров того времени. В победной Мировой серии 1903 года против «Питтсбург Пайрэтс» Билл выиграл три матча, два из них «всухую». В 1904 году, лучшем в карьере, он установил два рекорда Американской лиги: по числу полных игр (37) и проведённых подряд без замен иннингов (337 2/3).
В следующие два года его эффективность постепенно снижалась. В 1905 году Диннин выиграл двенадцать матчей при четырнадцати поражениях, в 1906 году в его активе было восемь побед при девятнадцати проигрышах. Его показатель пропускаемости в этих сезонах был хуже среднего по лиге. В июне 1907 года «Американс» обменяли Билла в «Сент-Луис Браунс». После перехода его игра поменялась в лучшую сторону. Он доиграл чемпионат и стал лучшим в лиге по числу сделанных сейвов, а в сезоне 1908 года одержал четырнадцать побед при пропускаемости 2,10. Третий год в составе «Браунс» стал последним в его карьере игрока. Из-за травмы руки Диннин провёл на поле всего 112 иннингов. Уже в сентябре 1909 года он начал работать ампайром на матчах лиги. Успешно пройдя месячный испытательный срок, в дальнейшем Билл судил игры Главной лиги бейсбола в течение двадцати восьми лет. На пенсию он вышел в 1937 году, а всего провёл в бейсболе сорок сезонов подряд. Он стал первым, кому довелось сыграть в Мировой серии, а затем судить её матчи. В качестве ампайра Диннин обслуживал матчи восьми Мировых серий. В 1933 году он также судил первый в истории лиги Матч всех звёзд. 
Последние годы жизни Билл провёл в Сиракьюс. Скончался он 13 января 1955 года в возрасте 78 лет из-за проблем с сердцем.